# Кок (округ, Техас)
Округ Кок (англ. Coke county) — округ штата Техас Соединённых Штатов Америки. На 2000 год в нем проживало 3864 человек. По оценке бюро переписи населения США, в 2008 году население округа составляло 3480 человек. Окружным центром является город Роберт-Ли.

## История
Округ Кок был сформирован в 1889 году из участка округа Том-Грин. Он был назван в честь Ричарда Кока, 15-го губернатора Техаса.

## География
По данным бюро переписи населения США площадь округа Кок составляет 2403 км², из которых 2328 км² — суша, а 76 км² — водная поверхность (3,14 %).